# Duplex
Duplex é um sistema de comunicação composto por dois interlocutores que podem comunicar entre si em ambas direções. Diz-se, portanto, bidirecional. Note-se, contudo, que um sistema composto por mais de dois interlocutores, ainda que suporte bidirecionalidade entre cada um deles, não se diz duplex.
Existem sistemas que não necessitam desta característica bidirecional, como sistemas de broadcast (multidifusão): uma estação emissora transmite e o(s) receptor(es) apenas escutam o sinal. Para além da televisão tradicional, existem também várias sondas espaciais que, perdendo a capacidade de receber quaisquer comandos ou pela forma como foram concebidas (p.e. Sputnik 1), continuam a enviar sinal através destas antenas - um sistema duplex que se tornou simplex, portanto. Já no caso dos rovers de exploração espacial não faria muito sentido enviá-los para o espaço sem um sistema de comunicação duplex que permitisse enviar comandos aos robôs para contornar situações inesperadas.

## Half-duplex

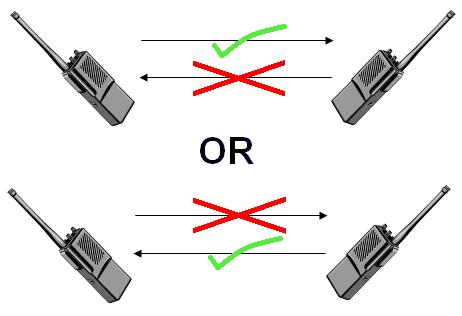
Ilustração de comunicação half-duplex: a transmissão ocorre, à vez, apenas num sentido.

Uma comunicação é dita half-duplex (também chamada semi-duplex) quando temos um dispositivo Transmissor e outro Receptor, sendo que ambos podem transmitir e receber dados, porém não simultaneamente, a transmissão tem sentido bidirecional. Durante uma transmissão half-duplex, em determinado instante um dispositivo A será transmissor e o outro B será receptor, em outro instante os papéis podem se inverter. Por exemplo, o dispositivo A poderia transmitir dados que B receberia; em seguida, o sentido da transmissão seria invertido e B transmitiria para A a informação se os dados foram corretamente recebidos ou se foram detectados erros de transmissão. A operação de troca de sentido de transmissão entre os dispositivos é chamada de turn-around e o tempo necessário para os dispositivos chavearem entre as funções de transmissor e receptor é chamado de turn-around time.

## Full-duplex

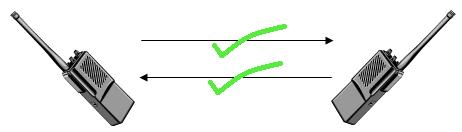
Na comunicação full-duplex, ambos interlocutores trocam mensagens simultaneamente.

Uma comunicação é dita full duplex (também chamada apenas duplex) quando  temos um dispositivo Transmissor e outro Receptor, sendo que os dois podem transmitir dados simultaneamente em ambos os sentidos (a transmissão é bidirecional). Poderíamos entender uma linha full-duplex como funcionalmente equivalente a duas linhas simplex, uma em cada direção. Como as transmissões podem ser simultâneas em ambos os sentidos e não existe perda de tempo com turn-around (operação de troca de sentido de transmissão entre os dispositivos), uma linha full-duplex pode transmitir mais informações por unidade de tempo que uma linha half-duplex, considerando-se a mesma taxa de transmissão de dados.
Métodos de acesso a canais são utilizados em redes ponto-a-multiponto assim como em redes celulares para dividir canais de comunicação em envio e recepção, sobre o mesmo meio de comunicação física.

### Divisão de tempo duplex
Duplexação por divisão de tempo (TDD) é a aplicação de divisão de tempo multiplexado para separar os sinais de envio e recepção. Ele emula comunicação full-duplex através de um link de comunicação half duplex.
A duplexação por divisão de tempo tem uma grande vantagem em casos onde existem assimetria do uplink e downlink. Quanto mais a quantidade de dados no uplink aumenta, mais capacidade de comunicação será dinamicamente alocada e quando a carga de tráfego se torna mais leve, a capacidade será reduzida. O mesmo se aplica no downlink.
Para os sistemas de rádio, que possuem baixa velocidade de comunicação, técnicas como a formação de feixe funcionam bem com os sistemas TDD, porque seus percursos de rádio de uplink e downlink são muito semelhantes.
Exemplos de sistemas de divisão de tempo de duplexação são:
- UMTS 3G suplementares interfaces aéreas TD-CDMA para o interior de telecomunicações móveis.
- O chinês TD-LTE 4-G, TD-SCDMA 3-G comunicações móveis interface aérea.
- Telefonia sem fios DECT
- Half-duplex redes de pacotes com base no modo de Carrier Sense Multiple Access, por exemplo, 2 fios ou hubbed Ethernet, redes locais sem fio e Bluetooth, podem ser consideradas como sistemas de Divisão de Tempo duplex, embora não TDMA com estrutura fixa comprimentos.
- WiMAX IEEE 802.16
- PACTOR

### Divisão de frequência duplex
Divisão de frequência duplex (FDD) significa que o transmissor e receptor operam em  diferentes frequências portadoras. O termo é freqüentemente usado na operação de rádio amador, em que o operador está tentando entrar em contato com uma estação repetidora. A estação tem de ser capaz de enviar e receber uma transmissão, ao mesmo tempo, e fazê-lo através de uma ligeira alteração da frequência em que ele envia e recebe. Este modo de operação é referido como o modo duplex ou modo de deslocamento.
Uplink e downlink sub-bandas são separadas por um deslocamento de frequência. Divisão de frequência duplex pode ser eficiente no caso do tráfego simétrico, neste caso, duplexação por divisão de tempo tende a desperdiçar largura de banda durante a transição de transmissão para recepção, tem maior latência inerente, e pode requerer circuitos mais complexos.
Outra vantagem de duplexação por divisão de frequência, é que torna rádio planeamento mais fácil e eficiente, uma vez que as estações de base não se escutam (como transmitir e receber  em diferentes sub-bandas) e, portanto, não interferem uns com os outros. No inverso, com os sistemas de divisão de tempo de duplexação, deve-se tomar cuidado para manter os tempos de espera entre as estações de base vizinhas (que diminui a eficiência do espectro) ou para sincronizar as estações de base, de forma que eles irão transmitir e receber ao mesmo tempo (o que aumenta a complexidade da rede e, portanto custo, e reduz a flexibilidade de alocação de largura de banda. Todas as estações base e setores serão obrigados a utilizar a relação de uplink / downlink mesmo)
Exemplos de divisão de frequências Duplex:
- ADSL e VDSL
- A maioria dos sistemas celulares, incluindo o UMTS / WCDMA Frequência Divisão modo duplex e o sistema CDMA2000.
- IEEE 802.16 (WiMax Frequency Division Duplex mode)

### Cancelamento de eco
Full-duplex sistemas de áudio como telefones pode criar eco, que precisa ser removido. Eco ocorre quando o som que sai do alto-falante, proveniente do extremo, entra novamente no microfone e é enviado de volta até o final. O som então reaparece na extremidade da fonte original, mas atrasado. Este caminho de feedback pode ser acústico, através do ar, ou pode ser acoplado mecanicamente, por exemplo num aparelho de telefone. Cancelamento de eco é uma operação de processamento de sinal, que subtrai o sinal de extremidade a partir do sinal do microfone antes de ser enviada de volta através da rede.
Cancelamento de eco está no coração do V.32, V.34, V.56, e V.90 padrões de modem. 
Cancelamento de eco estão disponíveis como software e implementações de hardware. Eles podem ser componentes independentes em um sistema de comunicação ou integrados em unidade do sistema de comunicação de processamento central. Dispositivos que não eliminam eco podem não produzir um bom desempenho full-duplex.